# Close To Your Heart
「Close To Your Heart」（クローズ・トゥ・ユア・ハート）は、日本の歌手・愛内里菜の1作目のシングル。

## 概要
- ピンク・ホワイト・イエロー・パープルの4色のジャケットが同時発売された。
- シングルver.とタイアップver.では異なる部分がある。

## 収録曲
1. Close To Your Heart
  - 作詞：愛内里菜　作曲：大野愛果　編曲：尾城九龍
2. Black eyes,Blue tears
  - 作詞：愛内里菜　作曲：大野愛果　編曲：尾城九龍
3. Close To Your Heart 〜VIVA RINA Q MIX〜
  - 作詞：愛内里菜　作曲：大野愛果　編曲：CAPTAIN DINAMO
4. Close To Your Heart 〜instrumental〜

## タイアップ
- CBC・TBS系アニメ『モンスターファーム 〜円盤石の秘密〜』後期オープニングテーマ（#1）

## 収録アルバム
- Be Happy（#1）
- Single Collection（#1）
- ALL SINGLES BEST 〜THANX 10th ANNIVERSARY〜（#1）
- COLORS（#2）